# Concerto per pianoforte e orchestra n. 4 (Mozart)
Il passo successivo a quello della trascrizione per un organico più "ampio" delle tre sonate di Johann Christian Bach, compiuto dal piccolo Mozart è rappresentato dai quattro concerti K 37, K 39, K 40 e K 41, composti tra l'aprile e il luglio 1767, a Salisburgo.
I quattro concerti sono lavori basati su materiale (per clavicembalo) di altri compositori, tanto che lo stesso Leopold non li inserì nel catalogo delle opere del figlio, redatto nel 1768, in quanto forse rappresentavano parte di quel repertorio che il giovane Mozart avrebbe dovuto eseguire nel giro dei suoi successivi concerti a Vienna. Al contrario, Köchel li classificò come opere originali, e perciò occupano ancora i primi quattro posti nella serie da 1 a 27 dei concerti per pianoforte e orchestra (che sarebbero in realtà 23).
Il Concerto per pianoforte e orchestra n. 4 in Sol maggiore K 41 è così strutturato:
- l'Allegro iniziale e il Molto allegro finale sono tratti dalla Sonata op. 1 n. 1 di Leontzi Honauer
- l'Andante centrale dall'Andantino della Sonata n. 1 di Hermann Friedrich Raupach

Con questo concerto, è evidente come Mozart, nonostante non si sia discostato di molto dai modelli presi come riferimento, abbia compiuto, nell'arco di composizione di 4 opere, un notevole miglioramento nel genere concertistico, attribuendo all'orchestra una capacità di dialogo con lo strumento solista che mai si era raggiunta prima. I tutti si presentano molto completi sia dal punto di vista dell'estensione che per quanto riguarda la notevole elaborazione, che finisce col rinnovare le caratteristiche delle composizioni cui Mozart si ispirava.